# Ingrid af Ström
Ingrid Gustava af Ström, född 11 augusti 1904 i Stockholm, död 3 februari 1982 i Bromma, var en svensk journalist, modekonsult, formgivare, tecknare och målare.
Hon var dotter till direktören Gustaf Hägg och Asta (Nilsson) Kåge och gift 1927–1931 med Nils af Ström samt systerdotter till Wilhelm Kåge. Hon studerade vid Tekniska skolan i Stockholm 1921–1923 och vid Edward Berggrens målarskola 1924–1925 hon bedrev därefter självstudier under en rad studieresor och i Paris studerade hon vid några konst- och fackskolor där hon bland annat lärde sig tekniken med miniatyrmåleri på elfenben. Hon studerade konsthistoria och språk vid Stockholms universitet. Hon var anställd vid Nationalmuseums porträttarkiv 1931–1932 och från 1932 knuten till veckotidningen Iduns redaktion. Hon var modekonsult och designer vid Junex i Huskvarna 1955–1960. Hon medverkade i Stockholmsutställningen 1930, Sveriges allmänna konstförenings vårutställningar på Liljevalchs konsthall, Föreningen Svenska Konstnärinnors utställning i Gävle och Nationalmuseums utställning Unga tecknare. Hennes bildkonst består av porträtt, naturstudier, stadsbilder samt arbeten inom reklam och publicitet utförda i olja, akvarell eller teckning samt miniatyrmålningar på elfenben.  
Hon är begravd på Norra begravningsplatsen utanför Stockholm.